# Real Academia Galega
La Real Academia Galega o RAG (en català: Reial Acadèmia Gallega) és una institució científica creada el 1906 que té com a objectiu l'estudi de la cultura gallega, i en especial de la llengua.
Elabora les normes gramaticals, ortogràfiques i lèxiques, així com la defensa i promoció de la llengua. A més decideix la personalitat literària a la qual se li dedica el Dia de les Lletres Gallegues.
Com a oposició a la Real Academia Galega hi ha la Comissom Lingüística da AGAL (Associaçom Galega da Língua) que defensa la unitat lingüística galaico-portuguesa promogué unes normes essencialment comuns a les de la resta de les variants del galaico-portuguès (la portuguesa i la brasilera), mantenint les característiques pròpies de la variant gallega.
Els seus membres són personalitats influents del món de la cultura gallega, en particular de la llengua. Des d'abril de 2013, el seu president és Xesús Alonso Montero, el qual va substituir a l'anterior president, Xosé Luís Méndez Ferrín.

## Història
El 1905 es constituí a l'Havana l'Associació Iniciadora i Protectora de l'Acadèmia Gallega, gràcies a l'impuls de Manuel Curros Enríquez i Xosé Fontenla Leal, cosa que va permetre l'inici de la Real Academia Galega el 4 de setembre de 1905 presidida per Manuel Murguía.
Per la feina feta, el rei Alfons XII li va concedir el títol de Real el 25 d'agost de 1906.
Amb el temps va tindre diverses seus, totes A Coruña:
- Carrer de Riego de Agua, 38, 1er pis
- Des de 1919: Palau Municipal, 2a planta
- Des de 1979: Mansió de la comtessa Pardo Bazán, al carrer Tabernas, 11 i carrer Parrote, 6.

El mateix 1906 es van nomenar 15 acadèmiques corresponents: Filomena Dato, Sofía Casanova, Ramona de la Peña y Salvador, Carmen Beceiro de Pato, Emilia Calé, Sarah Lorenzana, Rita Corral Aller, Clara Corral Aller, Mercedes Vieito, Fanny Garrido, Hipólita Moíño, Carolina Michaëlis de Vasconcelos, Mercedes Tella i María Vinyals.

## Organització
L'acadèmia s'organitza en diverses seccions:
- Biblioteca acadèmica
- Hemeroteca: Conté periòdics i revistes referides a Galícia.
- Arxiu de la Reial Acadèmia Gallega: Conté documents dels segles XIII al XV.
- Museu Acadèmic
- Secció de lexicografia: Per la Llei de 1983 de Normalització de la Xunta de Galícia, la RAG té el cirteri d'autoritat en normalització de la llengua.
- Secció de sociolingüística
- Publicacions: Inclou el Butlletí (1906-1981) i Cadernos de Lingua (1990-).
- Día das Letras Galegas: Dia instituït per la RAG el 1963.

## Presidents de laReial Acadèmia Gallega[3]
- Víctor Freixanes (28/03/2017 -)[8]
- Xesús Alonso Montero (20/04/2013 - 27/03/2017)
- Xosé Luís Méndez Ferrín (23/01/2010 - 13/03/2013)
- Xosé Ramón Barreiro Fernández (20/12/2001 - 22/01/2010)
- Francisco Fernández del Riego (29/11/1997 - 29/11/2001)
- Domingo García-Sabell Rivas (06/11/1977 - 29/06/1997)
- Sebastián Martínez-Risco y Macías (09/10/1960 - 24/09/1977)
- Manuel Casás Fernández (15/10/1944 - 30/07/1960)
- Eladio Rodríguez González (19/06/1944 - 15/10/1944)
- Manuel Casás Fernández (13/12/1942 - 19/06/1944)
- Manuel Lugrís Freire (28/04/1934 - 20/08/1935)
- Eladio Rodríguez González (20/11/1926 - 04/03/1934)
- Francisco Ponte y Blanco (31/03/1924 - 23/08/1926)
- Andrés Martínez Salazar (12/05/1923 - 06/10/1923)
- Manuel Martínez Murguía (04/09/1905 - 02/02/1923)